# Gwyn Manning
Gwyn Thomas Manning (Merthyr Tydfil, 19 agosto 1915 – Merthyr Tydfil, 15 febbraio 2003) è stato un calciatore gallese, di ruolo difensore.

## Carriera

### Nazionale
Venne convocato nella Nazionale britannica che partecipò ai Giochi olimpici del 1948, disputò solo uno dei quattro incontri giocati dalla sua Nazionale in quell'edizione.